# Chicora
Chicora es un borough ubicado en el condado de Butler en el estado estadounidense de Pensilvania. En el año 2000 tenía una población de 1021 habitantes y una densidad poblacional de 711 personas por km².

## Geografía
Chicora se encuentra ubicado en las coordenadas 41°56′58″N 79°44′33″O / 41.94944, -79.74250.

## Demografía
Según la Oficina del Censo en 2000 los ingresos medios por hogar en la localidad eran de 33 000 $ y los ingresos medios por familia eran 39 375 $. Los hombres tenían unos ingresos medios de 32 143 $ frente a los 21 875 $ para las mujeres. La renta per cápita para la localidad era de 17 815 $. Alrededor del 7 % de la población estaba por debajo del umbral de pobreza.